# Günther Schwantes
Günther Schwantes (* 15. Oktober 1881 in Kolberg; † 11. August 1942 Gläsen, Landkreis Leobschütz, Provinz Niederschlesien) war ein deutscher Generalleutnant im Zweiten Weltkrieg sowie ab 1928 erster Leiter der Abwehrabteilung im Reichswehrministerium.

## Leben
Günther Schwantes wurde als Sohn des Landgerichtsrats Julius Schwantes geboren. Nach dem Schulbesuch trat er im Oktober 1899 in das Feldartillerie-Regiment „von Podbielski“ (1. Niederschlesisches) Nr. 5 der Preußischen Armee ein. Am 18. August 1900 wurde er zum Fähnrich befördert, besuchte anschließend die Kriegsschule und avancierte am 18. Mai 1901 zum Leutnant. Daraufhin folgte seine Verwendung als Batterieoffizier. Von hier aus wurde er am 1. August 1908 zur weiteren Ausbildung für drei Jahre an die Kriegsakademie kommandiert und während dieser Zeit zum Oberleutnant befördert. Seine Kommandierung zum Großen Generalstab erfolgte im Jahr 1912 und er verblieb bis kurz vor dem Kriegsausbruch im Sommer 1914 in Berlin.
Mit der Mobilmachung am 2. August 1914 wurde Schwantes Hauptmann im Generalstab des VI. Armee-Korps und erlebte dort die ersten Kampfhandlungen des Ersten Weltkrieges als Generalstabsoffizier. Nach zwei Jahren wurde er am 14. Mai 1916 zunächst in den Generalstab der 4. Ersatz-Division und am 19. August 1916 in den Generalstab der 5. Armee versetzt. Seit Mitte 1918 war er im Generalstab der 39. Infanterie-Division tätig und verblieb hier bis zum Kriegsende. Für sein Wirken hatte er neben beiden Klassen des Eisernen Kreuzes das Ritterkreuz des Königlichen Hausordens von Hohenzollern mit Schwertern, den Bayerischen Militärverdienstorden IV. Klasse mit Schwertern, das Ritterkreuz I. Klasse des Friedrichs-Ordens mit Schwertern, das Kreuz für Verdienste im Kriege sowie das Verwundetenabzeichen in Schwarz erhalten.
Ab Anfang 1919 war Schwantes in der Heeresfriedenskommission tätig und wurde daraufhin in die Reichswehr übernommen. Als Hauptmann erfolgte 1921 seine Kommandierung ins Reichswehrministerium nach Berlin. Hier wurde er zum Major befördert und ab 1924 als Generalstabsoffizier im Generalstab der 2. Kavallerie-Division verwendet. Im darauffolgenden Jahr wurde er im September erneut ins Reichswehrministerium nach Berlin versetzt und kam hier, innerhalb des Truppenamtes TA, in der Heeresstatistischen Abteilung T 3 zum Einsatz. Die Bezeichnung als Heeresstatistische Abteilung war 1920 aus Tarnungsgründen gewählt worden, um die nachrichtendienstliche Arbeit innerhalb der Reichswehr vor der Interalliierte Militär-Kontrollkommission, die Auflagen des Versailler Vertrages zu prüfen hatten, geheim zu halten. Leiter der T 3 war zu diesem Zeitpunkt Oberstleutnant Curt Liebmann (1881–1960). In dieser Abteilung waren 1925 der Bereich „Fremde Heere“, die Pressearbeit, der Bereich Militärattachés und der militärische Nachrichtendienst, die sogenannte „Abwehr“ konzentriert. Schwantes kam in den Bereich des Nachrichtendienstes, der unter der Leitung von Friedrich Gempp (1873–1947) stand. Die Aufgabenstellung der „Abwehr“ bestand in der nachrichtendienstlichen Beschaffung militärisch bedeutsamer Informationen über die potentiellen gegnerischen Armeen, die Gewährleistung des Geheimnisschutzes innerhalb der eigenen Streitkräfte sowie der Rüstungsindustrie und dem Schutz vor Spionageangriffen. In diesem letztgenannten Unterbereich bestand eine enge Zusammenarbeit mit dem Reichskommissar für Überwachung der öffentlichen Ordnung (RKO) und den regionalen Staatspolizei-Zentralstellen der Abteilung II C. Die Informationsbeschaffung erfolgte zu einem großen Anteil durch geheime Informanten. Zum 1. Juli 1927 übernahm Schwantes die Leitung der Gruppe „Abwehr“. Kurz darauf gerieten mehrere ministerielle Bereiche der Weimarer Regierung, darunter das Reichsfinanzministerium, das Reichswehrministerium, hier speziell die Seetransportabteilung des Marineamtes, der Marinenachrichtendienst und die Heeresstatistische Abteilung auf Grund von Presseveröffentlichungen über Geheime Militärfonds und Geheimrüstungen unter heftigen Druck. Im Ergebnis der daraufhin eingeleiteten Untersuchungen wurde der Reichswehrminister Otto Geßler (1875–1955) entlassen, der Marinenachrichtendienst mit der „Abwehr“ zusammenlegt und beide Nachrichtendienste der direkten Führung durch den neuen Reichswehrminister Wilhelm Groener (1867–1939) unterstellt. Damit hatte Schwantes die schwierige Aufgabe beide stark auf ihre jeweilige Waffengattung orientierten Dienste zusammenzufügen und die weiterlaufenden militärischen Geheimprojekte nachrichtendienstlich vor unerwünschten Einblicken besser abzusichern. Am 1. Februar 1928 wurde er zum Oberstleutnant befördert. Am 1. Juni 1929 übergab er die Leitung der Abwehrabteilung dem bereits seit 1926 in dem Bereich tätigen Oberstleutnant Ferdinand von Bredow (1884–1934). Zum 1. Februar 1930 wurde Schwantes nach Neustadt O.S. versetzt und kommandierte hier das 11. (Preußisches) Reiter-Regiment. Im Folgejahr zum Oberst befördert, wurde er 1933 mit dem Charakter als Generalmajor im Alter von 52 Jahren aus dem aktiven Wehrdienst verabschiedet.
Ab 19. Januar 1935 war er als SS-Obersturmbannführer Mitglied der SS (SS Nr. 184914). Erst 1936 erfolgte sein Wiedereintritt in den Militärdienst und er kommandierte ab 1938 als Generalleutnant unter anderem die 19. Infanterie-Division. Im Jahre 1940 wurde er in den Ruhestand versetzt und am 1. September 1941 aus dem aktiven Wehrdienst verabschiedet.

### Familie
Am 12. Februar 1924 heiratete Günther Schwantes Edith von Eicke und Polwitz.
Günter Schwantes verstarb am 11. August 1942 in Gläsen, Kreis Leobschütz.